# Paul Krauß
Paul Krauß, nemški smučarski skakalec, * 18. oktober 1917, Johanngeorgenstadt, Saška, Nemčija, † 20. februar 1942 , Borovichi, Sovjetska Zveza.

## Kariera
Paul Krauß je leta 1941 na Tednu smuških poletov na Bloudkovi velikanki v Planici z 112 metri postavil osebni in ne svetovni rekord kot je napačno krožilo po medijih, na tekmi pa je zasedel tretje mesto.
Leta 1942 je umrl na Vzhodni fronti (v II. svetovni vojni), kjer je bil ustreljen.

## Zimske olimpijske igre
| Uvr. | Leto | Kraj                   | Skakalnica |
| ---- | ---- | ---------------------- | ---------- |
| 18.  | 1936 | Garmisch-Partenkirchen | srednja    |